# Abdullah Otayf
Abdullah Otayf (właśc. Abdullah Ibrahim Yahya Otayf; ar. عبد الله إبراهيم يحيى عطيف; ur. 3 sierpnia 1992 w Rijadzie) – saudyjski piłkarz, występujący na pozycji pomocnika. 33-krotny reprezentant Arabii Saudyjskiej. Uczestnik Mistrzostw Świata 2018 i 2022, Pucharu Azji 2019 oraz Mistrzostw Świata U-20 2011. Brat Abdoha i Ahmeda Otayfa.

## Statystyki

### Klubowe
Na podstawie:
| Klub             | Sezonów | Liga                      | Liga  | Liga   | Puchar krajowy | Puchar krajowy | Kontynentalne | Kontynentalne | Suma  | Suma   |
| Klub             | Sezonów | Liga                      | Mecze | Bramki | Mecze          | Bramki         | Mecze         | Bramki        | Mecze | Bramki |
| ---------------- | ------- | ------------------------- | ----- | ------ | -------------- | -------------- | ------------- | ------------- | ----- | ------ |
| Asz-Szabab Rijad | 1       | Saudi Professional League | 0     | 0      | 0              | 0              | –             | –             | 0     | 0      |
| Louletano DC     | 1       | Campeonato de Portugal    | 8     | 0      | 0              | 0              | –             | –             | 8     | 0      |
| Al-Hilal         | 9       | Saudi Professional League | 111   | 1      | 15             | 0              | 43            | 0             | 169   | 1      |
| Al-Ahli Dżudda   | 1       | Saudi Professional League | 1     | 0      | 0              | 0              | –             | –             | 1     | 0      |
|                  | Łącznie | Łącznie                   | 188   | 6      | 29             | 4              | 64            | 2             | 178   | 1      |

### Reprezentacyjne
Na podstawie:
| Mecze na Mistrzostwach Świata 2018 | Mecze na Mistrzostwach Świata 2018 | Mecze na Mistrzostwach Świata 2018 | Mecze na Mistrzostwach Świata 2018 | Mecze na Mistrzostwach Świata 2018 | Mecze na Mistrzostwach Świata 2018 | Mecze na Mistrzostwach Świata 2018 | Mecze na Mistrzostwach Świata 2018 | Mecze na Mistrzostwach Świata 2018 |
| Lp.                                | Data                               | Miasto                             | Przeciwnik                         | Wynik                              | Czas                               | Gole                               | Inne                               | Faza rozgrywek                     |
| ---------------------------------- | ---------------------------------- | ---------------------------------- | ---------------------------------- | ---------------------------------- | ---------------------------------- | ---------------------------------- | ---------------------------------- | ---------------------------------- |
| 1.                                 | 14.06.2018                         | Moskwa                             | Rosja                              | 0:5 (0:2)                          | 1'–64'                             |                                    |                                    | Faza grupowa                       |
| 2.                                 | 20.06.2018                         | Rostów nad Donem                   | Urugwaj                            | 0:1 (0:1)                          | 1'–90'                             |                                    |                                    | Faza grupowa                       |
| 3.                                 | 25.06.2018                         | Wołgograd                          | Egipt                              | 2:1 (1:1)                          | 1'–90'                             |                                    | asysta                             | Faza grupowa                       |

| Mecze w Pucharze Azji 2019 | Mecze w Pucharze Azji 2019 | Mecze w Pucharze Azji 2019 | Mecze w Pucharze Azji 2019 | Mecze w Pucharze Azji 2019 | Mecze w Pucharze Azji 2019 | Mecze w Pucharze Azji 2019 | Mecze w Pucharze Azji 2019 | Mecze w Pucharze Azji 2019 |
| Lp.                        | Data                       | Miasto                     | Przeciwnik                 | Wynik                      | Czas                       | Gole                       | Inne                       | Faza rozgrywek             |
| -------------------------- | -------------------------- | -------------------------- | -------------------------- | -------------------------- | -------------------------- | -------------------------- | -------------------------- | -------------------------- |
| 1.                         | 08.01.2019                 | Dubaj                      | Korea Północna             | 4:0 (2:0)                  | 1'–90'                     |                            |                            | Faza grupowa               |
| 2.                         | 12.01.2019                 | Dubaj                      | Liban                      | 2:0 (1:0)                  | 1'–84'                     |                            |                            | Faza grupowa               |
| 3.                         | 17.01.2019                 | Abu Zabi                   | Katar                      | 0:2 (0:1)                  | 1'–78'                     |                            |                            | Faza grupowa               |
| 4.                         | 21.01.2019                 | Szardża                    | Japonia                    | 0:1 (0:1)                  | 1'–78'                     |                            |                            | 1/8 finału                 |

Na Mistrzostwach Świata 2022 zawodnik nie rozegrał ani minuty.

## Sukcesy
Na podstawie:

### Klubowe
Z Al-Hilal:
- Liga Mistrzów AFC 2019, 2021
- Mistrz Arabii Saudyjskiej 2016/17, 2017/18, 2019/20, 2020/21, 2021/22
- Puchar Arabii Saudyjskiej 2016/17, 2019/20, 2022/23